# Amritlal Vegad
Amritlal Vegad (Jabalpur, 3 de outubro de 1928 – Jabalpur, 6 de julho de 2018) foi um notável escritor indiano. 

## Biografia
O escritor e pintor viveu até sua morte em Jabalpur, Madhya Pradesh, Índia.
Ele faleceu em 6 de julho de 2018, aos 89 anos.